# Vojnika
Vojnika (bulgariska: Войника) är ett distrikt i Bulgarien.   Det ligger i kommunen Obsjtina Straldzja och regionen Jambol, i den östra delen av landet, 290 km öster om huvudstaden Sofia.
Trakten runt Vojnika består till största delen av jordbruksmark. Runt Vojnika är det ganska glesbefolkat, med 22 invånare per kvadratkilometer.